# Сума, Ламин
Ламин Сума (англ. Lamin Suma; 14 июля 1991, Фритаун) — сьерралеонский футболист, правый полузащитник и нападающий.

## Биография
В начале взрослой карьеры играл на родине за клубы «Майти Блэкпул» и «Каллон» из Фритауна. В ноябре 2011 года был на просмотре в турецком клубе «Эскишехирспор», произвёл хорошее впечатление на тренера клуба Михаэля Скиббе, однако после отставки тренера клуб не стал подписывать контракт с игроком. Весной 2012 года футболист провёл 4 матча в Суперлиге Сербии за клуб «Ягодина», во всех матчах выходил на замены. Осенью 2012 года играл на правах аренды за клуб чемпионата Черногории «Единство» (Биело-Поле).
В сентябре 2013 года подписал двухлетний контракт с таллинской «Флорой». В чемпионате Эстонии сыграл 3 матча, во всех из них выходил на замены, и забил один гол. В феврале 2014 года контракт с игроком был расторгнут. Затем игрок провёл один матч в Кубке финской лиги за «Яро» и числился в клубе третьего дивизиона Финляндии «Атлантис».
В 2015 году перебрался в Северную Америку, провёл сезон за любительский клуб «СГФК Иглз Мэриленд». В начале 2016 года подписал контракт с «Филадельфия Фьюри», выступавшим в лиге ASL, стал вице-чемпионом и был признан лучшим игроком весенней части сезона. В декабре 2016 года подписал контракт с клубом USL «Сакраменто Рипаблик», где сыграл 5 матчей, во всех выходил на замены. В марте 2018 года подписал контракт с другим клубом USL — «Фресно», но ни разу не вышел на поле и уже в июне покинул клуб. В сезоне 2018/19 играл за клуб второго дивизиона Мальты «Мкабба», а затем выступал в американской лиге NISA за «Стамптаун Атлетик».
Выступал за сборные Сьерра-Леоне младших возрастов, был капитаном сборной 20-летних. Провёл 3 матча за национальную сборную — против Гамбии, Либерии и Сенегала[уточнить].

## Личная жизнь
Старший брат Шериф Сума (род. 1986) — футболист, выступал за сборную Сьерра-Леоне.